# Achimota
Achimota est une ville du district métropolitain d'Accra, un district de la région du Grand Accra au Ghana. Achimota signifie « ne rien dire », « n’en parlez pas » en langue Ga. Du temps des traites, la forêt que l’on y trouvait était devenu un refuge « silencieux » pour les esclaves en fuite,. On y trouve de nos jours l'Achimota School ainsi que la forêt d'Achimota.